# Scopula punctilineatella
Scopula punctilineatella là một loài bướm đêm trong họ Geometridae.